# Matjara
Matjara (georgiska: მაჭარა) är ett vattendrag i Georgien. Det ligger i den autonoma republiken Abchazien, i den nordvästra delen av landet. Matjara mynnar i Svarta havet.